# Rajić Brdo
 Rajić Brdo  falu Horvátországban, Károlyváros megyében. Közigazgatásilag Vojnićhoz tartozik.

## Fekvése
Károlyvárostól 28 km-re délkeletre, községközpontjától 9 km-re délnyugatra a Kordun területén, a Petrova gora nyugati előterében fekszik.

## Története
1857-ben 252, 1910-ben 248 lakosa volt. Trianonig Modrus-Fiume vármegye Vojnići járásához tartozott. 2011-ben a falunak 28 lakosa volt.

## Lakosság
| Lakosság változása | Lakosság változása | Lakosság változása | Lakosság változása | Lakosság változása | Lakosság változása | Lakosság változása | Lakosság változása | Lakosság változása | Lakosság változása | Lakosság változása | Lakosság változása | Lakosság változása | Lakosság változása | Lakosság változása | Lakosság változása |
| ------------------ | ------------------ | ------------------ | ------------------ | ------------------ | ------------------ | ------------------ | ------------------ | ------------------ | ------------------ | ------------------ | ------------------ | ------------------ | ------------------ | ------------------ | ------------------ |
| 1857               | 1869               | 1880               | 1890               | 1900               | 1910               | 1921               | 1931               | 1948               | 1953               | 1961               | 1971               | 1981               | 1991               | 2001               | 2011               |
| 252                | 264                | 202                | 235                | 250                | 248                | 234                | 288                | 323                | 320                | 308                | 255                | 206                | 148                | 45                 | 28                 |